# Иадор
Иа́дор (ум. 249—251) — мученик, пострадавший в царствование императора Деция. Память 4 февраля (17 февраля н. ст.).
Имя «Иадор» не встречается в греческих календарях. Его имя появилось в Киевском месяцеслове 1672 года — скорее всего, как искажение имени мученика Диодора, пострадавшего при том же императоре и память которого приходится на 3 и 4 февраля.